# Primera División 1962-1963 (Messico)
Il campionato di calcio di Primera División messicana 1962-1963 è stato il ventesimo campionato a livello professionistico del Messico. Cominciò il 28 giugno 1962 e si concluse il 20 dicembre dello stesso anno. Vide la vittoria finale del Oro.

## Squadre partecipanti
| Club                    | Città             | Stadio                   | Stagione 1961-1962                         |
| ----------------------- | ----------------- | ------------------------ | ------------------------------------------ |
| América                 | Città del Messico | Estadio Universitario    | 2º posto in Primera División               |
| Atlante                 | Città del Messico | Estadio Universitario    | 8º posto in Primera División               |
| Atlas                   | Guadalajara       | Estadio Jalisco          | 11º posto in Primera División              |
| Guadalajara             | Guadalajara       | Estadio Jalisco          | (Campione)                                 |
| Irapuato                | Irapuato          | Estadio Irapuato         | 5º posto in Primera División               |
| León                    | León              | Estadio La Martinica     | 5º posto in Primera División               |
| Monterrey               | Monterrey         | Estadio Tecnológico      | 13º posto in Primera División              |
| Deportivo Morelia       | Morelia           | Estadio Morelos          | 7º posto in Primera División               |
| Nacional de Guadalajara | Guadalajara       | Estadio Jalisco          | 9º posto in Primera División               |
| Necaxa                  | Città del Messico | Estadio Universitario    | 11º posto in Primera División              |
| Oro                     | Guadalajara       | Estadio Jalisco          | 4º posto in Primera División               |
| Pumas UNAM              | Città del Messico | Estadio Universitario    | 1º posto in Segunda División (Neopromosso) |
| Tampico                 | Tampico           | Parque España de Tampico | 8º posto in Primera División               |
| Toluca                  | Toluca            | Campo Patria             | 2º posto in Primera División               |

## Classifica finale
|  | Pos. | Squadra                 | Pt | G  | V  | N  | P  | GF | GS | DR  |
|  | ---- | ----------------------- | -- | -- | -- | -- | -- | -- | -- | --- |
|  | 1.   | Oro                     | 36 | 26 | 15 | 6  | 5  | 55 | 35 | +20 |
|  | 2.   | Guadalajara             | 35 | 26 | 12 | 11 | 3  | 39 | 25 | +14 |
|  | 3.   | América                 | 31 | 26 | 11 | 9  | 6  | 42 | 24 | +18 |
|  | 4.   | Atlas                   | 31 | 26 | 11 | 9  | 6  | 38 | 31 | +7  |
|  | 5.   | Monterrey               | 28 | 26 | 8  | 12 | 6  | 42 | 38 | +4  |
|  | 6.   | Nacional de Guadalajara | 27 | 26 | 9  | 9  | 8  | 37 | 33 | +4  |
|  | 7.   | Toluca                  | 26 | 26 | 8  | 10 | 8  | 32 | 31 | +1  |
|  | 8.   | Necaxa                  | 25 | 26 | 9  | 7  | 10 | 47 | 51 | -4  |
|  | 9.   | León                    | 25 | 26 | 6  | 13 | 7  | 35 | 41 | -6  |
|  | 10.  | Atlante                 | 22 | 26 | 6  | 10 | 10 | 34 | 38 | -4  |
|  | 11.  | Irapuato                | 22 | 26 | 8  | 6  | 12 | 32 | 48 | -16 |
|  | 12.  | Pumas UNAM              | 21 | 26 | 6  | 9  | 11 | 32 | 41 | -9  |
|  | 13.  | Deportivo Morelia       | 18 | 26 | 5  | 8  | 13 | 29 | 47 | -18 |
|  | 14.  | Tampico                 | 17 | 26 | 5  | 7  | 14 | 39 | 50 | -11 |

Legenda:
      Campione del Messico
      Retrocesso in Segunda División
Note:
Due punti a vittoria, uno a pareggio, zero a sconfitta.

## Risultati

### Tabellone
|             | AME | ATN | ATS | GUA | IRA | LEO | MON | MOR | NAC | NEC | ORO | PUM | TAM | TOL |
| América     |     | 1-1 | 0-0 | 0-0 | 1-0 | 0-1 | 4-1 | 5-1 | 2-0 | 4-1 | 1-0 | 2-0 | 1-1 | 1-1 |
| Atlante     | 0-1 |     | 1-1 | 1-1 | 1-0 | 2-3 | 2-2 | 4-1 | 1-1 | 4-0 | 1-0 | 0-4 | 2-3 | 2-1 |
| Atlas       | 2-1 | 3-1 |     | 4-2 | 1-2 | 1-1 | 1-1 | 1-1 | 2-1 | 1-1 | 1-2 | 1-0 | 2-2 | 2-1 |
| Guadalajara | 2-2 | 0-0 | 0-0 |     | 2-0 | 3-1 | 1-1 | 2-1 | 1-1 | 4-0 | 2-1 | 3-2 | 1-0 | 2-1 |
| Irapuato    | 2-1 | 1-1 | 0-1 | 1-1 |     | 3-1 | 2-0 | 2-1 | 0-2 | 1-5 | 2-4 | 1-1 | 3-2 | 2-0 |
| León        | 2-4 | 1-1 | 3-3 | 2-2 | 2-0 |     | 2-2 | 4-0 | 1-1 | 0-2 | 0-2 | 1-1 | 1-0 | 2-1 |
| Monterrey   | 1-5 | 0-0 | 1-2 | 1-1 | 4-0 | 1-1 |     | 2-0 | 4-2 | 1-1 | 2-1 | 4-1 | 2-1 | 1-1 |
| Morelia     | 1-0 | 0-2 | 2-1 | 0-1 | 2-2 | 1-1 | 2-2 |     | 1-2 | 1-1 | 0-3 | 4-1 | 3-1 | 0-0 |
| Nacional    | 1-2 | 3-0 | 0-1 | 3-1 | 4-2 | 4-0 | 1-1 | 2-2 |     | 2-1 | 0-2 | 1-3 | 2-2 | 2-0 |
| Necaxa      | 2-1 | 2-2 | 2-1 | 0-3 | 4-4 | 3-1 | 0-1 | 2-0 | 1-1 |     | 3-4 | 0-1 | 5-2 | 5-3 |
| Oro         | 1-1 | 3-2 | 3-1 | 1-0 | 3-0 | 0-0 | 3-2 | 3-2 | 1-1 | 3-3 |     | 4-2 | 2-2 | 1-1 |
| Pumas UNAM  | 1-1 | 1-0 | 1-3 | 0-1 | 1-1 | 2-2 | 1-1 | 1-3 | 0-1 | 1-1 | 1-3 |     | 2-0 | 1-1 |
| Tampico     | 2-1 | 4-3 | 0-1 | 0-1 | 0-1 | 2-2 | 1-3 | 2-0 | 2-2 | 4-1 | 2-3 | 2-2 |     | 1-2 |
| Toluca      | 0-0 | 3-0 | 2-1 | 2-2 | 3-0 | 0-0 | 2-1 | 0-0 | 0-0 | 2-1 | 3-2 | 0-1 | 2-1 |     |

## Verdetti finali
- Il Club Deportivo Oro è campione del Messico.
- Il Clud Deportivo Tampico A.C. retrocede in Segunda División.